# Joan Vila Cinca
Joan Vila y Cinca (Sabadell, 29 de febrero de 1856-San Sebastián de Montmajor, 2 de diciembre de 1938) fue un pintor catalán. Fue el padre del también pintor Antoni Vila y Arrufat.

## Biografía
Su familia procedía de Cardona y fueron a vivir a Sabadell, donde fundaron la primera fábrica de sifones y gaseosas de la ciudad. Sus padres querían que trabajara en el negocio familiar, pero él quería ser pintor. Inició los estudios en la Llotja de Barcelona, con Josep Serra y Porson, y asistió a la academia de Tomàs Moragas. Antes de ir a Madrid, alrededor de 1880, o el 1877 según otras fuentes, con Joan Figueres, Ramon Quer y Josep Espinalt fundaron la Academia de Bellas artes de Sabadell, en la calle de Sant Pau. Gracias a una beca del Ayuntamiento de Sabadell, se fue a estudiar a Madrid, a la Real Academia de Bellas artes de San Fernando y, más adelante, en la Escuela Superior de Bellas artes de Madrid. En el año 1905 hizo el cartel de la fiesta mayor de Sabadell.
Una vez restablecido en Sabadell, en el 1912, junto con Vicenç Renombre, inició unas excavaciones a la sierra de la Salud, al poblado ibérico y romano de Arraona. Y aquel mismo año,  el Ayuntamiento lo nombró director de la Junta de Museos y Excavaciones que se acababa de constituir. Fue fundador y profesor de la Escuela Industrial de Artes y Oficios de Sabadell. También fue nombrado director de la junta de museos locales. Fue maestro de dibujo y pintura para muchos sabadellenses.
El 16 de abril de 1942 Sabadell le dedicó una calle al barrio de la Creu Alta.

## Obra
Gran parte de su obra se basa en acuarelas y paisajes.
Se conservan obras de Joan Vila Cinca en el Museo de Montserrat y al Museo de Arte de Sabadell.

## Exposiciones[5]

### Exposiciones individuales
- 1914 — Sala Parés, Barcelona (maig).
- 1917 — Sala Parés, Barcelona (abril).
- 1921 — Acadèmia de Belles Arts de Sabadell.
- 1922 — Sala Parés, Barcelona (febrer-març).
- 1926 — Sala Parés, Barcelona (gener-febrer).
- 1927 — Ateneu de Girona.
- 1930 — Sala Barcino, Barcelona (març)
- 1930-1931 — Sala Barcino, Barcelona (desembre-gener).
- 1932 — Acadèmia de Belles Arts de Sabadell (maig-juny).
- 1934 — Galeries Laietanes, Barcelona (abril).

### Exposiciones colectivas
- 1881 — Exposició de Belles Arts. Centre Artístic d'Olot.
- 1882 — Exposició de Belles Arts de Girona.
- 1887 — Exposición Nacional de Bellas Artes de Madrid. Obra: Toque de ánimas (núm. cat. 837).
- 1891 — Primera Exposición General de Bellas Artes, Barcelona. Obres: Paisaje (núm. cat. 609), Hora feliz (num. cat. 610), Primer examen de doctrina (núm. cat. 611) i Cercanías del Río Ripoll (núm. cat. 612).
- 1894 — Segunda Exposición de Bellas Artes, Barcelona. Obres: Pastoreo (núm. cat. 402) i Palique (núm. cat. 403).
- 1895 — Exposició Nacional de Belles Arts. Obres: Vetlla paternal i Bautizo.
- 1895 — XIIa Exposició Extraordinaria de Bellas Artes, Sala Parés, Barcelona.
- 1896 — Exposició General de Belles Arts i Indústries Artístiques de Barcelona. Obra: Deberes humanos (núm. cat. 94).[6]
- 1897 — Exposició General de Belles Arts de Madrid. Obra: Deberes humanos (núm. cat. 1125).
- 1898 — Cuarta Exposición de Bellas Artes e Industrias Artísticas, Barcelona. Obres: Estudios (núm. cat. 108) i Ya cayó uno (núm. cat. 288).
- 1901 — Exposició Nacional de Belles Arts. Obra: Caridad para las ánimas.
- 1907 — Exposició Internacional de Barcelona. Obra: Interior del bosque de Can Feu.
- 1915 — Exposició 1915. Acadèmia de Belles Arts de Sabadell, antic teatre Lliga Regionalista de Sabadell.[7]
- 1917 — Exposició de pintura local. Acadèmia de Belles Arts de Sabadell.[5]
- 1918 — Exposició d'Art. Barcelona, Palau de Belles Arts.
- 1920 — Exposició d'Art. Barcelona, Palau de Belles Arts. Obres: Jardí (núm. cat. 666) i Una ullada de sol (núm. cat. 667).
- 1920 — Salón de Otoño de Madrid. Obres: Rincón de mi jardín, Entrada de mi taller i Corral de Casa Bages.
- 1921 — Exposició d'Art. Barcelona, Palau de Belles Arts.[5]
- 1921-1922 — Agrupació d'Artistes Aquarel·listes de Catalunya. Barcelona, Sala Parés.[5]
- 1924 — Agrupació d'Artistes Aquarel·listes de Catalunya. Barcelona, Sala Parés.[5]
- 1925 — Agrupació d'Aquarel·listes de Catalunya. Barcelona, Sala Parés.[5]
- 1926 — Exposició Nacional de Madrid. Obra: El Aplech.
- 1927 — Agrupació d'Artistes Aquarel·listes de Catalunya. Barcelona, Sala Parés.[5]
- 1928 — Agrupació d'Artistes Aquarel·listes de Catalunya. Barcelona, Sala Parés.[5]
- 1930 — Agrupació d'Aquarel·listes de Catalunya. Barcelona, Sala Parés.[5]
- 1930 — Exposició del paisatge del Vallès. Casino de Granollers.
- 1931-1932 — Concurs de Pintura. Montserrat vist pels pintors catalans. Barcelona, Palau de les Arts Decoratives.[5]
- 1932 — Agrupació d'Aquarel·listes de Catalunya. Barcelona, Sala Parés.[5]
- 1933 — Agrupació d'Aquarel·listes de Catalunya. Barcelona, Galeries Laietanes.[5]
- 1933 — Exposició de Primavera. Barcelona, Palau de Projeccions.[5]
- 1934 — Agrupació d'Aquarel·listes de Catalunya. Barcelona, Galeries Laietanes.[5]
- 1935 — Agrupació d'Aquarel·listes de Catalunya. Barcelona, Galeries Laietanes.[5]
- 1936 — Agrupació d'Aquarel·listes de Catalunya. Barcelona, Galeries Laietanes.[5]
- 1948 — Reial Cercle Artístic de Barcelona (del 15 al 31 de maig).
- 1976 — Museu d'Art de Sabadell (juliol).
- 1991-1992 — Saló de la Caixa de Sabadell, Fundació Caixa Sabadell (del 23 de desembre de 1991 al 31 de gener de 1992).
- 1999 — Museu d'Art de Sabadell.[8]

## Premios y distinciones
- 1895 — Medalla de tercera classe a l'Exposició Nacional de Belles Arts.
- 1905 — Diploma d'honor a l'exposició Progreso del Palacio de Cristal de Madrid. Obra: Paisajes.[9]

## Obras en museos y colecciones[10]
- Museo de Montserrat
- Museo de Arte de Sabadell